# Butia (ciudad)
Butia (en griego, Βούθεια o Βουθία) es el nombre de una antigua colonia griega de Jonia (situada en la actual Turquía).
Fue miembro de la Liga de Delos puesto que aparece mencionada en registros de tributos a Atenas al menos entre los años 454/3 y 427/6 o 426/5 a. C. En algunos de estos registros aparece formando parte del territorio de Eritras. Es mencionada también por Esteban de Bizancio.
Se desconoce su localización exacta, aunque se ha sugerido que podría haberse localizado en la actual Ilıca.